# 高布达克

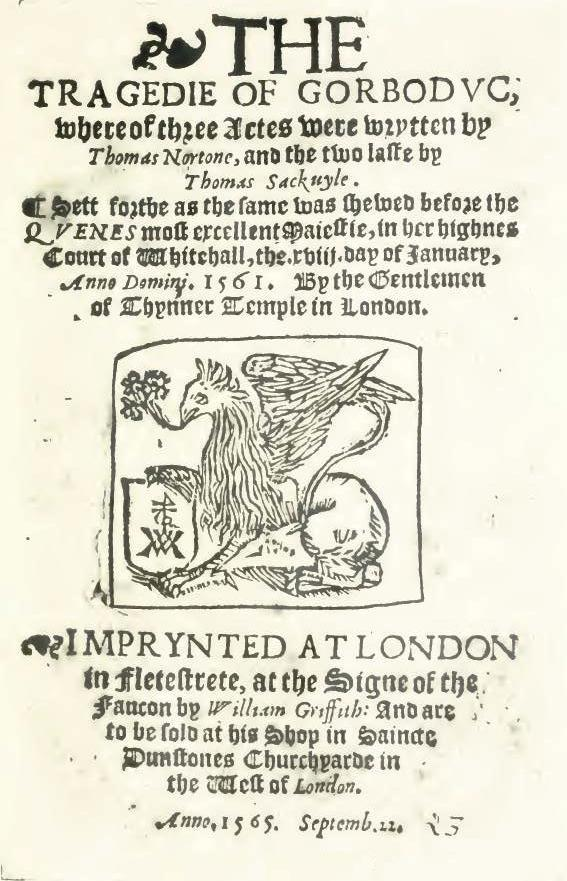
《高布达克》封面（1565）

《高布达克》（英文，Gorboduc），另一个题目是Ferrex and Porrex，由托马斯·诺顿（Thomas Norton）和托马斯·萨克维尔（Thomas Sackville）于1561年合作完成的戲劇。据说最初是三幕剧，后来又被改为两幕。该剧之所以引人注目，是因为英国第一齣将历史植入戏剧的作品。

## 剧情梗概
本剧的故事讲的是，不列颠国王高布达克王在世时就将国土分给了两个儿子，随即引起了两个王子的纷争。争斗中，次子杀死了长子。疼爱长子的王后出于报复又将次子杀死。人们震惊于这残酷的事实，发起叛乱弑杀了国王夫妇。贵族们聚集起来残酷地镇压了叛乱者。平叛成功后，贵族们又为了争夺王位继承权而陷入内战，无数人头落地，千顷土地荒芜。

## 演出情况
这出戏写成于1561年，于次年的1月12日由宫廷供奉剧团在伊丽莎白一世面前演出。伊丽莎白女王一向认为，过早地确定继承人会削弱自己的地位，而且这一举动也会给她的政敌以可乘之机，因为他们可以利用这个继承人来反对她，没有继承人的英格兰就不会在她没有驾崩的情况下陷入内战。无疑，这出戏正合圣意。

## 对后世戏剧的影响
《高布达克》受中世纪道德剧的影响很大，作者之一萨克维尔同时也是说教小说《法官宝鉴》的作者，在剧中第一段合诵中就出现了Mirror（镜鉴）这个词，道德说教意味颇为浓郁。这种“高台教化”的创作手法被十六世纪八十年代“编年剧”（chronicle play）所继承。“编年剧”是一系列以编年史为基础，以历史问题为主题的剧作，几乎一部也没有流传下来 。这种直接翻版自编年史的剧作必然过分执着于对历史事件“走马灯”式的陈述，场面干瘪乏味，再加上枯燥老套的道德说教，不为平民观众所接受而致消亡也就在所难免了。
然而，莎士比亚的历史剧正是从“编年剧”发展而来的。《高布达克》—“编年剧”传统为莎士比亚提供了一套“主旋律戏剧”的创作原则，即“以写内战的残酷反证政治秩序的重要，以写乱世的凋敝映衬‘太平盛世’的珍贵，以写手足相残的两败俱伤号召‘大一统’的一致对外，以写性格乖戾的暴君烘托励精图治的圣主。”